# Ella
Ella (с англ. — «Элла») — тридцать девятый студийный альбом американской джазовой певицы Эллы Фицджеральд, выпущенный на лейбле Reprise Records в 1969 году под студийным номером RS 6354. В 1989 году Reprise перевыпустили запись в формате CD под студийным номером Reprise 9 26023-2.

## Список композиций
| №                   | Название                               | Текст песни         | Музыка              | Длительность |
| ------------------- | -------------------------------------- | ------------------- | ------------------- | ------------ |
| 1.                  | «Get Ready»                            | Смоки Робинсон      | Смоки Робинсон      | 2:34         |
| 2.                  | «The Hunter Gets Captured by the Game» | Смоки Робинсон      | Смоки Робинсон      | 3:01         |
| 3.                  | «Yellow Man»                           | Рэнди Ньюман        | Рэнди Ньюман        | 2:20         |
| 4.                  | «I’ll Never Fall in Love Again»        | Дэвид Хэл           | Берт Бакарак        | 2:51         |
| 5.                  | «Got to Get You into My Life»          | Джон Леннон         | Пол Маккартни       | 3:06         |
| Общая длительность: | Общая длительность:                    | Общая длительность: | Общая длительность: | 13:52        |

| №                   | Название            | Текст песни         | Музыка              | Длительность |
| ------------------- | ------------------- | ------------------- | ------------------- | ------------ |
| 6.                  | «I Wonder Why»      | Рэнди Ньюман        | Рэнди Ньюман        | 3:11         |
| 7.                  | «Ooo Baby Baby»     | Пит Мур             | Смоки Робинсон      | 2:43         |
| 8.                  | «Savoy Truffle»     | Джордж Харрисон     | Джордж Харрисон     | 2:47         |
| 9.                  | «Open Your Window»  | Гарри Нилссон       | Гарри Нилссон       | 2:51         |
| 10.                 | «Knock on Wood»     | Эдди Флойд          | Стив Кроппер        | 3:38         |
| Общая длительность: | Общая длительность: | Общая длительность: | Общая длительность: | 15:10        |

## Участники записи
- Элла Фицджеральд — вокал.
- Ричард Перри — аранжировки, продюсирование.